# Ali Loutfi Mahmoud
Pour les articles homonymes, voir Lutfi.
Ali Loutfi Mahmoud (né le 6 octobre 1935 et mort le 27 mai 2018 au Caire) est un homme d'État égyptien, Premier ministre en poste du 4 septembre 1985 au 9 novembre 1986. Précédemment au 4 septembre Loutfi fut ministre des finances et à ce titre entreprit avec succès d'informatiser la douane- (réduction de la fraude et meilleures entrées des taxes) avec le concours de la douane française (directeur M. Campet), d'une société d’ingénierie française, la CGA, et d'un financement sur protocole français. Loutfi devenu premier ministre, le FMI mal inspiré (c'est le moins qu'on puisse dire) conditionnera des prêts financiers à l’Égypte à la suppression des aides financières sur semoule, sucre, pain, butane, denrées essentielles pour les Cairotes, il s'ensuivra une des plus grandes révoltes et émeutes au Caire et Loutfi sera démis de son poste.